# Michal Wituschka

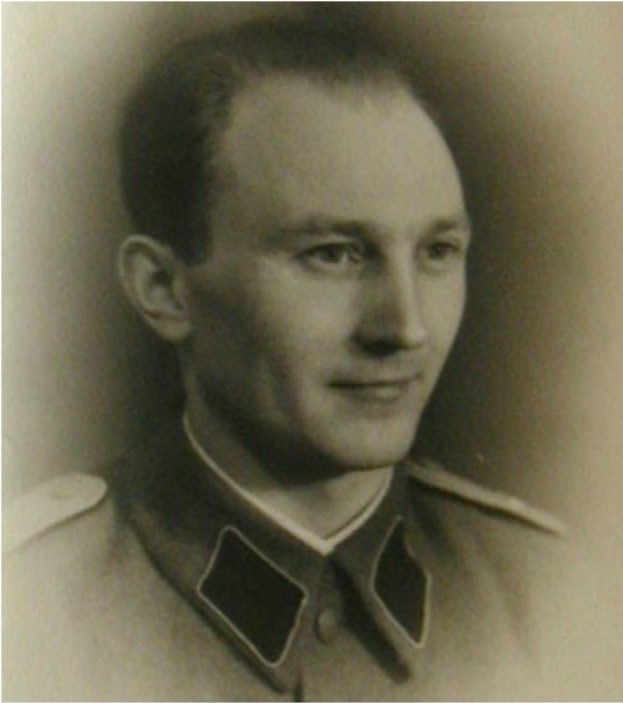
Michal Apanassawitsch Wituschka

Michal Apanassawitsch Wituschka (belarussisch Міхал Апанасавіч Вітушка; * 5. November 1907 in Njaswisch, Russisches Kaiserreich; † 7. Januar 1945) war ein belarussischer Politiker und Führer der Schwarzen Katzen, einer Einheit der SS-Jagdverbände.

## Leben
Wituschka wurde am 5. November 1907 in Njaswisch geboren. Sein Cousin Dsmitryj Kasmowitsch wurde Chef der Hilfspolizei in Smolensk. Wituschka beendete das belarussische Gymnasium in Klezk und Vilnius und studierte anschließend an der Karls-Universität Prag sowie an der Technischen Universität Warschau, wo er in der belarussischen Studentenbewegung aktiv war. Von 1939 bis 1940 war Wituschka Polizeichef in Njaswisch. Im August 1941 wurde er Kommandeur des Weißruthenischen Selbstschutzkorps. Zudem wurde er Cheforganisator der Hilfspolizei in Minsk. Wituschka gehörte zusammen mit Winzent Hadleuski und Usewalad Rodska der Führung der 1942 gegründeten Weißrussischen Unabhängigen Partei an. 1942 und 1943 organisierte Wituschka Einheiten des Weißruthenischen Selbstschutzkorps in den Regionen Brjansk, Mahiljou und Smolensk. Er trat dem Weißruthenischen Selbsthilfewerk bei und war Major der Weißruthenischen Heimwehr. Darüber hinaus nahm Wituschka am II. Weißrussischen Volkskongress teil. Anfang Sommer 1944 wurde er Offizier des Luftlandebataillons Dallwitz.

### Schwarze Katzen
Im Jahr 1944 beschloss der Offizier der Waffen-SS Otto Skorzeny bei einem Treffen mit den weißrussischen Kollaborateuren Radaslau Astrouski, Usewalad Rodska und Mikola Abramtschyk eine Zusammenarbeit, um Rekruten und Personal für Sabotage-Einsätze und zur Trainierung von Infiltratoren zu finden. Es wurden zwei SD-Anlagen errichtet: Eine in Dallwitz und eine weitere in Walbuze in Ostpreußen, wo die Rekruten in der Nutzung von Funkverbindungen, Codierung, Demolierung und Tötungstechniken trainiert wurden. In Dallwitz bei Insterburg wurde das Luftlandebataillon Dallwitz ausgebildet. Wituschka leitete dabei eine dreißigköpfige Gruppierung mit dem Namen Schwarze Katzen, die zu den SS-Jagdverbänden gehörte.
Im Sommer und im Herbst des Jahres 1944 wurden die verschiedene Einheiten des SS-Jagdverbands Ost mit Fallschirmen hinter den Linien der Roten Armee abgesetzt. Wituschka selbst wurde mit seinen Schwarzen Katzen am 17. November 1944 östlich von Vilnius abgesetzt. Die Schwarzen Katzen erzielten zunächst einige Erfolge, wurden jedoch nach einiger Zeit vom NKWD infiltriert. Diesem gelang es innerhalb von drei Monaten, das Netzwerk des SS-Jagdverbands in Belarus auszuschalten. Spätestens im Jahr 1946 war die gesamte Bewegung liquidiert. Während einigen der Fallschirmjäger die Flucht in den Westen gelang, wurde Wituschka selbst gefangen genommen und hingerichtet. Nach Angaben des KGB soll er am 7. Januar 1945 bei einer Kampfhandlung getötet worden sein.

## Angebliche Aktivitäten in der Nachkriegszeit
In der weißrussischen nationalistischen Hagiographie lebte Wituschka weiter. Obwohl die meisten Zeugenaussagen sich darin einig waren, dass fast der gesamte antisowjetische Widerstand 1946 liquidiert worden war und obwohl Wituschka bereits tot war, wurde er während des Kalten Kriegs, von anderen weißrussischen Nazikollaborateuren gegenüber westlichen Geheimdiensten als Führer einer großen antisowjetischen Untergrundarmee beworben. Diese Partisanenbewegung sollte dabei angeblich ebenfalls unter der Bezeichnung Schwarze Katzen im westlichen und mittleren Teil von Belarus sowie in Litauen aktiv gewesen sein. Radaslau Astrouski, der Präsident des Weißruthenischen Zentralrats behauptete 50.000 Partisanen stünden unter dem Kommando von Wituschka und wären in den Wäldern und Tiefen von Belarus verstreut, wo sie Panzer, die gepanzerte Polizei und Truppenpatrouillen angreifen würden. Der ehemalige General der Weißruthenischen Heimwehr Franzischak Kuschal erzählte der CIA, dass er über Kontakte mit den Schwarzen Katzen verfüge und gab Angaben zu deren Aktivitäten. CIA-Agenten beschrieben die Schwarzen Katzen als „ein loses Bündnis von Banditengruppen mit wenig Kraft, um eine kontrollierte Bewegung zu werden“ und trauten der Zuverlässigkeit von Kuschals Aussagen, insbesondere was die Qualität und Stärke der angeblichen Guerillabewegung anging, nicht. Nichtsdestotrotz zeigten ranghohe US-Agenten ein zunehmendes Interesse an den Schwarzen Katzen, um die Macht der Sowjetunion zu untergraben. Auch der Historiker Sjarhej Jorsch, berichtet von einer Aktivität Wituschkas als Anführer einer antisowjetischen Guerilla, wobei sich diese Behauptungen nicht verifizieren lassen.

## Nachwirkung
Wituschkas angebliche antisowjetische Partisanenbewegung, die in der Nachkriegszeit aktiv gewesen sein soll, wird nach wie vor in belarussischen nationalistischen Kreisen heroisiert. Am 5. November 2007 wurden mehrere Aktivisten der Organisation Malady Front in Njaswisch von der Polizei festgenommen, nachdem sie den hundertsten Geburtstag von Michal Wituschka gefeiert hatten. Auf einer Demonstration am 25. März 2014 erschienen Aktivisten der Malady Front mit einem Transparent, auf dem unter anderem auch Michal Wituschka abgebildet war und das die Aufschrift „Helden sterben nicht“ trug.